# Stavre, Bräcke kommun
Stavre är en småort i Bräcke kommun belägen i Revsunds distrikt (Revsunds socken) i sydöstra Jämtland vid Revsundssjön och passeras av väg E14 och Mittbanan. 
Det går bilfärjor över Revsundssjön mellan Stavre och Ammerön. Förbindelsen kallas Ammeröleden. Stavre är även hemmahamn för S/S Alma af Stafre, som trafikerar Revsundssjön. Stavre är också hållplats för tågen på Mittbanan mellan Östersund och Sundsvall
Orten har varit känd för sina jordgubbsodlingar, vilka emellertid blivit färre de senaste decennierna. 
Stavre är även känt för att ha anordnat tävlingar i wakeboard.

## Befolkningsutveckling
| Befolkningsutvecklingen i Stavre 1960–2015                                                                                       | Befolkningsutvecklingen i Stavre 1960–2015 | Befolkningsutvecklingen i Stavre 1960–2015 | Befolkningsutvecklingen i Stavre 1960–2015 | Befolkningsutvecklingen i Stavre 1960–2015 |
| --- | ------------------------------------------ | ------------------------------------------ | ------------------------------------------ | ------------------------------------------ |
| |                                            |                                            |                                            |                                            |
| År |                                            |                                            | Folkmängd                                  | Areal (ha)                                 |
| 1960 | 1960                                       |                                            | 197                                        | ¤                                          |
| 1965 | 1965                                       |                                            | 215                                        |                                            |
| 1975 | 1975                                       |                                            | 201                                        |                                            |
| 1980 | 1980                                       |                                            | 218                                        | 74                                         |
| 1990 | 1990                                       |                                            | 225                                        | 76                                         |
| 1995 | 1995                                       |                                            | 197                                        | 76#                                        |
| 2000 | 2000                                       |                                            | 183                                        | 74#                                        |
| 2005 | 2005                                       |                                            | 180                                        | 74#                                        |
| 2010 | 2010                                       |                                            | 185                                        | 73#                                        |
| 2015 | 2015                                       |                                            | 153                                        | 53#                                        |
| Anm.: Ny tätort 1965. Ej tätort 1970. Ny tätort 1990. Ej tätort 1995. ¤ Som tätortsbebyggelse med 150-199 invånare # Som småort. |                                            |                                            |                                            |                                            |